# Thomas Champion
Thomas Champion (ur. 8 września 1999 w Saint-Sébastien-sur-Loire) – francuski kolarz szosowy i górski.
Champion jest medalistą mistrzostw Francji w kolarstwie górskim.

## Rankingi

### Kolarstwo szosowe
| Rok             | 2020 | 2021  | 2022  | 2023  | 2024  |
| --------------- | ---- | ----- | ----- | ----- | ----- |
| World Ranking   | 981. | 2718. | 2141. | 2082. | 1279. |
| UCI Europe Tour | 767. | 1774. | 1346. | -     | -     |
|                 |      |       |       |       |       |
| Źródło: UCI     |      |       |       |       |       |